# Пусткув-Оседле
Пусткув-Оседле (пол. Pustków-Osiedle) — село в Польщі, у гміні Дембиця Дембицького повіту Підкарпатського воєводства.